# Rezolucja Rady Bezpieczeństwa ONZ nr 1674
Rezolucja Rady Bezpieczeństwa ONZ nr 1674 została uchwalona 28 kwietnia 2006 podczas 5430. posiedzenia Rady.
Rezolucja ma charakter obszernej deklaracji politycznej, nie zawiera postanowień prawnie wiążących. Stanowi wyraz stałego poparcia, jakiego Rada udziela kwestiom regulowanym przez międzynarodowe prawo humanitarne, w szczególności przez konwencje genewskie i konwencje haskie.